# Syndrome de Cogan
 Mise en garde médicale
Le syndrome de Cogan se définit par l'association d'une kératite interstitielle à une atteinte audiovestibulaire. Il a été décrit en 1934 (ou 1945,). Dans la plupart des cas, s'y associent d'autres manifestations de vascularite systémique.

## Manifestations cliniques

### Symptômes oculaires
La kératite interstitielle fait partie de la définition du syndrome. En général les deux yeux sont concernés, mais pas toujours en même temps et avec la même intensité. Il peut y avoir d'autres atteintes de chacune des parties de l'œil.
Classiquement les symptômes surviennent brutalement, associant photophobie, larmoiement et douleurs oculaires.

### Symptômes auriculaires
Syndrome vestibulaire net avec ou sans surdité associée. Celle-ci peut devenir complète et sévère.

### Autres atteintes
- Signes généraux : Fièvre, amaigrissement.
- Signes neurologiques : Multinévrite variable. Épilepsie, syndrome cérébelleux, myélopathie, syndrome pyramidal (hémiplégie), encéphalite avec coma, sont possibles.
- Signes cardiovasculaires : Insuffisance aortique, sténoses artérielles localisées avec thrombose.
- Signes digestifs : Diarrhées, rectorrhagies, melæna.
- Signes locomoteurs : Arthralgies, myalgies, lombalgies.
- Rashes érythémateux, purpura, nodosités cutanées, hépato-splénomégalie, adénopathies, pleuro-pneumopathies, sont possibles.

## Signes paracliniques
- Syndrome inflammatoire biologique.
- Hyperleucocytose.
- L'enquête immunologique (Auto-anticorps) est en général négative, ou non spécifique.

## Évolution
- L'affection évolue par poussées, mais peut devenir lentement chronique.
- Le pronostic fonctionnel est surtout aux yeux et aux oreilles.
- Le pronostic vital est fonction des complications viscérales, notamment cardiovasculaires et neurologiques.

## Étiopathogénie et nosologie
- Le rôle déclenchant d'une infection à Chlamydia a été évoqué.
- L'intervention d'un processus immunitaire à médiation cellulaire reste l'hypothèse la plus étayée.
- Le problème d'une périartérite noueuse à manifestations oculaires et audiovestibulaires prédominantes est plus nosologique que différentiel.

## Diagnostic différentiel
- Une atteinte purement oculaire ou audio-labyrinthique au début peut orienter vers des affections isolées.
- Devant une atteinte "œil-oreille" doivent être évoqués :
  - La syphilis
  - Le Syndrome de Vogt-Koyanagi-Harada
  - La granulomatose de Wegener
  - La polychondrite récidivante

## Traitement
- Tous les traitements symptomatiques sont les bienvenus.
- Les conséquences des complications seront prises en charge (Insuffisance aortique ....).
- La corticothérapie est en général utilisée à bonnes doses et en bolus pendant les poussées.
- Les immunosuppresseurs permettent de réduire les doses de corticoïdes (et peut-être) d'espacer les poussées.